# Накануне (фильм, 1959)
«Накану́не» — советско-болгарский художественный фильм по одноимённому роману И. С. Тургенева.

## Сюжет
Действие фильма происходит в середине XIX века. Сюжет фильма строится вокруг истории любви Елены Стаховой и болгарского патриота Дмитрия Инсарова, борющегося за освобождение своей родины от турецкого гнёта. Влюблённые преодолевают сопротивление родителей Елены и ждут вестей из Болгарии, надеясь примкнуть к борцам за освобождение, но накануне отъезда Дмитрий умирает от тяжёлой болезни. Елена отправляется в Болгарию с друзьями Инсарова, чтобы продолжать его дело.

## В ролях
- Любомир Кабакчиев — Дмитрий Никанорович Инсаров
- Ирина Милопольская — Елена Николаевна Стахова
- Борис Ливанов — Николай Артемьевич Стахов
- Ольга Андровская — Анна Васильевна Стахова
- Всеволод Сафонов — Андрей Петрович Берсенёв
- Олег Табаков — Павел Яковлевич Шубин
- Михаил Яншин — Увар Иванович Стахов
- Эве Киви — Зоя Никитична Мюллер
- Стефан Пейчев — Рендич
- Лариса Гордейчик — гостья

## Съёмочная группа
- Авторы сценария: Владимир Петров, Орлин Василев
- Режиссёр — Владимир Петров
- Оператор — Выло Радев
- Художник — Леван Шенгелия
- Зам. директора картины: Каграманов Сергей